# Ryan O'Neal
Charles Patrick Ryan O'Neal Jr., més conegut com a Ryan O'Neal, (Los Angeles, 20 d'abril de 1941 – Los Angeles, 8 de desembre de 2023) fou un actor estatunidenc. Era conegut al món del cinema sobretot pel seu paper de Barry Lyndon a la pel·lícula homònima de Stanley Kubrick.

## Biografia
Va néixer a Los Angeles, Califòrnia, fill de Charles O'Neal, guionista irlandès-americà a Hollywood i de l'actriu Patricia Callaghan, O'Neal es va fer cèlebre pel fulletó de televisió Peyton Place.
El seu paper a Love Story li va valer una nominació en els oscars de 1970 en la categoria de millor actor.
Després va encarnar papers com Paper Moon on compartia el cartell amb la seva filla, premiada en els Oscars, Tatum O'Neal.
Stanley Kubrick el va dirigir a Barry Lyndon, i el director John Korty en la continuació de Love Story, Oliver's Story.
O'Neal va interpretar una sèrie de pel·lícules posades en escena per Peter Bogdanovich, sobretot Què em passa, doctor?, i esdevingué així - en nombre - el segon més important actor de pel·lícules del 1972.
Tanmateix la seva carrera va començar a afluixar al final del decenni.
En els anys 80, roda en nombroses pel·lícules tenint molt poc d'èxit, destacant Fever Pitch (1985) nominada en quatre categories dels premis Razzie 1985, que li van suposar una nominació al mateix premi el 1989 en la categoria "pitjor actor del decenni".
Va interpretar el paper de Rodney Scavo, a Desperate Housewives

## Vida personal
O'Neal va compartir molt de temps la seva vida, amb algunes interrupcions, amb l'actriu Farrah Fawcett. És públic que va sortir amb Diana Ross algun temps. Va estar casat amb les actrius Joanna Moore i Leigh Taylor-young. Va tenir quatre fills: Tatum O'Neal, Griffin O'Neal (amb Moore), Patrick O'Neal, comentarista esportiu (amb Taylor-Young) i Redmond O'Neal (amb Fawcett; el paper que va propulsar Ryan O'Neal cap al primer pla és el de Redmond Barry).

## Salut
Després del seu combat contra la leucèmia, O'Neal es va quedar sovint al costat de la seva companya, Farrah Fawcett, durant el seu combat contra el càncer. Farrah va morir a Los Angeles el 25 de juny de 2009 als 62 anys.

## Filmografia
- 1962: Empire (sèrie de televisió, 5 episodis): Tal Garret
- 1962: This Rugged Land d'Arthur Hiller
- 1964: Peyton Place (fulletó televisat, 134 episodis): paper de Rodney Harrington
- 1969: The Big Bounce d'Alex March: Jack Ryan
- 1969: Under The Yum Yum Tree (telefilm d'E.W. Swackhamer: Mike
- 1970: The Games de Michael Winner: Scott Reynolds
- 1970: Love Story d'Arthur Hiller: Oliver Barrett IV
- 1971: Love Hate Love de George Mccowan (telefilm Russ Emery
- 1971:  Dos homes contra l'oest (Wild Rovers)  de Blake Edwards: Frank Post
- 1972: Què em passa, doctor? (What's Up, Doc?) de Peter Bogdanovich: Dr. Howard «Steve» Bannister
- 1973: The Thief Who Came to Dinner de Bud Yorkin: Webster
- 1973:  Paper Moon de Peter Bogdanovich: Moses Pray
- 1975: Barry Lyndon de Stanley Kubrick: Barry Lyndon
- 1976: Nickelodeon de Peter Bogdanovich: Leo Harrigan
- 1977: Un pont massa llunyà (A Bridge Too Far) de Richard Attenborough: Brig. General James Gavin
- 1978: El conductor (The Driver) de Walter Hill: El conductor
- 1978: La història d'Oliver (Oliver's Story) de John Korty: Oliver Barrett
- 1979: Combat de fons (The Main Event) de Howard Zieff: Eddie 'Kid Natural' Scanlon
- 1981: Professor a la meva mida (So Fine) d'Andrew Bergman: Bobby
- 1981: Green Ice d'Ernest Day: Joseph Wiley
- 1982: Més que col·legues (Partners) de James Burrows: Sgt Benson
- 1984: Irreconcilable Differences de Charles Shyer: Albert Brodsky
- 1985: Fever Pitch de Richard Brooks: Taggart
- 1987: Els homes durs no ballen (Tough Guys Don't Dance) de Norman Mailer: Tim Madden
- 1988: Sam Found Out: A Triple Play de Piers Haggard (telefilm
- 1989: El cel es va equivocar (Chances Are) d'Emile Ardolino: Philip Train
- 1989: Small Sacrifices (telefilm de David Greene: Lew Lewiston
- 1991: Good Esports (sèrie de televisió): Bobby Tannen (2 episodis)
- 1991: 1775 (telefilm) de David Trainer: Jeremy Proctor
- 1991: The Man Upstairs (telefilm de George Schaefer: Mooney
- 1996: Faithful de Paul Mazursky: Jack
- 1997: Hacks de Gary Rosen: Dr. Applefield
- 1998: Zero Effect de Jake Kasdan: Gregory Stark
- 1998: An Alan Smithee Film: Burn Hollywood Burn d'Arthur Hiller i Alan Smithee: James Edmunds
- 1998: Coming Soon de Colette Burson: Dick
- 2000: Epoch (telefilm de Matt Codd: Allen Lysander
- 2000:  Gentleman B. de Jordan Alan: Bank Manager
- 2000: The List de Sylvain Guy: Richard Miller
- 2002:  People I Know de Daniel Algrant: Cary Launer
- 2003: El més buscat de Malibú (Malibu's Most Wanted) de John Whitesell: Bill Gluckman
- 2005: Desperate Housewives (sèrie de televisió, 1 episodi): Rodney Scavo
- 2005: Miss Match (sèrie de televisió, 14 episodis): Jerrold 'Jerry' Fox
- 2007: Waste Land de Rebecca Chaney: Gabriel
- 2007: Bones (sèrie de televisió, 8 episodis): Max Brennan

## Premis i nominacions

### Nominacions
- 1971: Oscar al millor actor per Love Story
- 1971: Globus d'Or al millor actor dramàtic per Love Story
- 1974: Globus d'Or al millor actor musical o còmic per Paper Moon